# Daisy Edgar-Jones

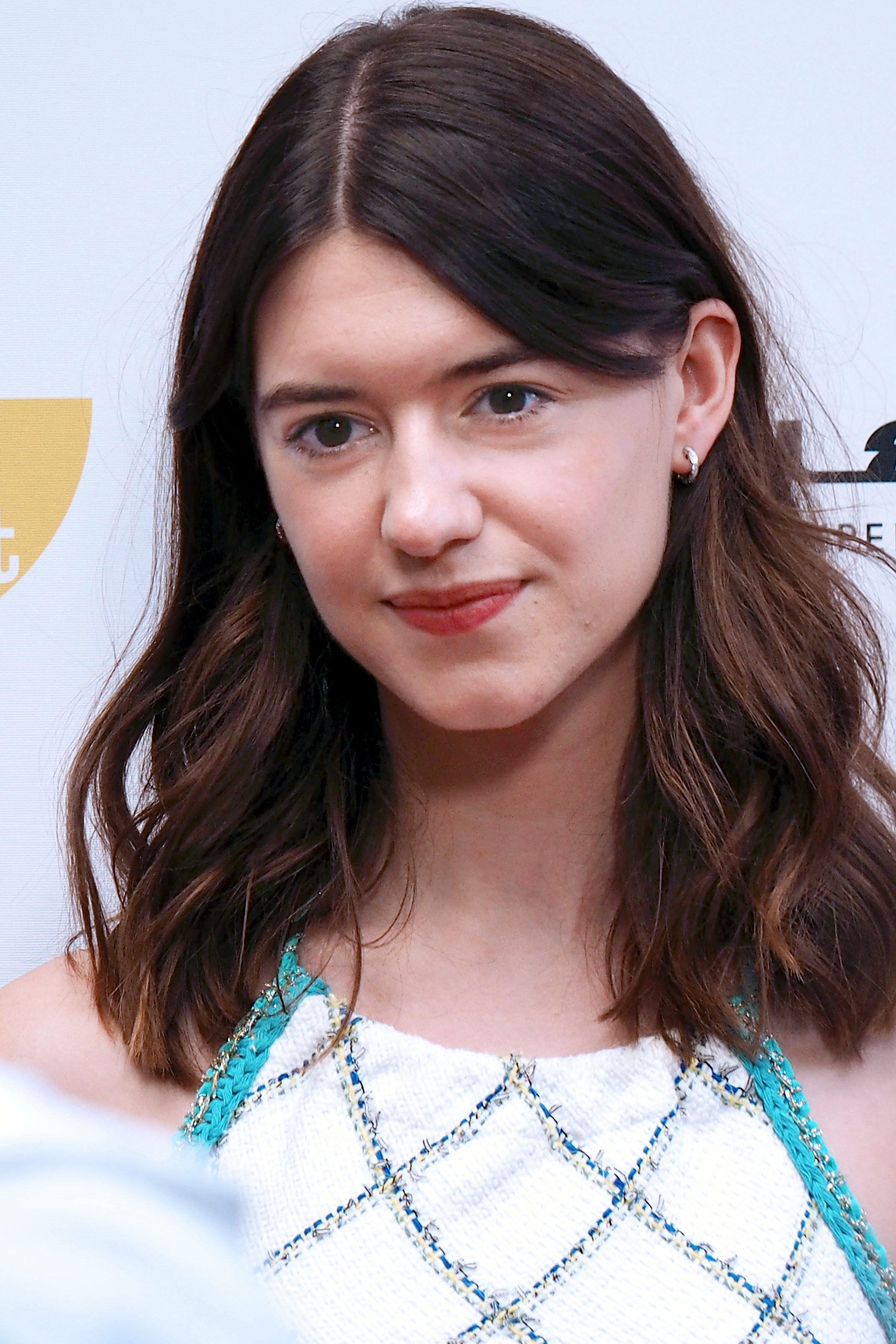
Daisy Edgar-Jones (2021)

Daisy Jessica Edgar-Jones (* 24. Mai 1998 in London) ist eine britische Schauspielerin. Sie hatte ihren Durchbruch 2020 mit der Serie Normal People. Es folgten Hauptrollen in Filmen wie Der Gesang der Flusskrebse (2022) und Twisters (2024).

## Leben
Daisy Edgar-Jones wurde 1998 in London als Tochter eines schottischen TV-Producers und einer aus Nordirland stammenden Filmeditorin geboren. Sie wuchs in Muswell Hill auf und besuchte nach der Mount School for Girls das dortige Woodhouse College. Im Alter von 14 Jahren wurde sie am National Youth Theatre (NYT) aufgenommen. 2017 stand sie in der Produktion The Reluctant Fundamentalist des NYT am Yard Theatre in London als April auf der Bühne.
2016 war sie im Weihnachtsspecial der BBC-Sitcom Outnumbered als Kate zu sehen, ab 2016 hatte sie außerdem eine wiederkehrende Rolle in der ITV-Serie Cold Feet, in der sie die Rolle der Olivia Marsden spielte. In der Serie Silent Witness war sie 2017 in zwei Episoden als Jessica Timpson zu sehen, 2018 verkörperte sie im Coming-of-Age-Film Pond Life von Bill Buckhurst die Rolle der Cassie. In der HBO/BBC-Serie Gentleman Jack übernahm sie 2019 in zwei Folgen die Rolle der Delia Rawson. Außerdem verkörperte sie 2019 in der auf dem Roman von H. G. Wells basierenden Fernsehserie Krieg der Welten an der Seite von Natasha Little als ihre Filmmutter Sarah die Rolle der Emily Gresham. In der deutschen Fassung wurde sie von Daniela Molina synchronisiert.
Im Februar 2020 debütierte Edgar-Jones am Almeida Theatre in Albion von Mike Bartlett. In der Hulu/BBC-Serienadaption Normal People spielte sie 2020 an der Seite von Paul Mescal als Connell die Hauptrolle der Marianne. Auch hier wurde sie erneut von Daniela Molina synchronisiert. Für ihre Darstellung wurde sie unter anderem 2020 für einen TV-Choice-Award als beste Schauspielerin und 2021 für einen Golden Globe nominiert und mit dem Rose d’Or Emerging Talent Award ausgezeichnet.
2020 stand sie außerdem in einem Werbespot für eine Kampagne von Jimmy Choo vor der Kamera. Im September 2020 wurde bekannt, dass sie eine Hauptrolle im Sozialthriller Fresh von Regisseurin Mimi Cave übernimmt. Im selben Jahr wurde sie vom britischen Branchendienst Screen International zu den „Stars of Tomorrow“ gezählt.
2021 gab der US-Sender FX die Produktion der Miniserie Mord im Auftrag Gottes mit Andrew Garfield und Edgar-Jones in den Hauptrollen in Auftrag, basierend auf dem gleichnamigen Buch von Jon Krakauer. In Der Gesang der Flusskrebse, einer Verfilmung des gleichnamigen Romans von Delia Owens, spielte sie 2022 die Hauptrolle der Kya. Für das Biopic Beautiful über die US-Sängerin Carole King, eine Filmversion des Broadway-Musicals Beautiful – The Carole King Musical, wurde sie ursprünglich für die Hauptrolle besetzt. Im Juli 2024 wurde ihr Ausstieg aus dem Projekt bekannt. Im Katastrophenfilm Twisters (2024) übernahm sie an der Seite von Glen Powell die Hauptrolle als Sturmjägerin Kate Cooper. Für eine Neuverfilmung des Romanes Sinn und Sinnlichkeit von Jane Austen wurde sie 2025 als Elinor Dashwood besetzt.

## Filmografie (Auswahl)
- 2016: Outnumbered – Christmas Special
- 2016–2020: Cold Feet (Fernsehserie, 27 Folgen)
- 2017: Silent Witness (Fernsehserie, zwei Folgen)
- 2018: Pond Life
- 2019: Gentleman Jack (Fernsehserie, zwei Folgen)
- 2019–2021: Krieg der Welten (War of the Worlds, Fernsehserie, 16 Folgen)
- 2020: Albion (Fernsehfilm)
- 2020: Normal People (Fernsehserie, 12 Folgen)
- 2022: Fresh
- 2022: Mord im Auftrag Gottes (Under the Banner of Heaven, Mini-Serie, sieben Folgen)
- 2022: Der Gesang der Flusskrebse (Where the Crawdads Sing)
- 2024: Twisters
- 2024: On Swift Horses

## Auszeichnungen und Nominierungen (Auswahl)
TV-Choice-Award 2020
- Nominierung als beste Schauspielerin für Normal People[8]

Rose d’Or 2020
- Auszeichnung mit dem Emerging Talent Award für Normal People[10][11]

Golden Globe Awards
- 2021: Nominierung in der Kategorie Beste Hauptdarstellerin – Mini-Serie oder TV-Film für Normal People[9]
- 2023: Nominierung in der Kategorie Beste Nebendarstellerin – Miniserie, Anthologie-Serie oder Fernsehfilm für Mord im Auftrag Gottes

Critics’ Choice Television Awards 2021
- Nominierung in der Kategorie Beste Hauptdarstellerin in einem Fernsehfilm oder einer Miniserie für Normal People[19]

AACTA International Awards 2021
- Nominierung als beste Seriendarstellerin für Normal People[20]

British Academy Television Award 2021
- Nominierung in der Kategorie Leading Actress für Normal People[21]

Locarno Film Festival 2022
- Auszeichnung mit dem Leopard Club Award[22]